# Pasaia
Pasaia (en castellà antigament: Pasajes; en català, potser: Passatges; en occità: Los Passatges) és un municipi de Guipúscoa, de la comarca del Donostialdea. Està format per quatre barris o districtes situats entorn de la ria i port del mateix nom. Dos dels districtes de Pasaia (Trintxerpe i Antxo) formen un continu urbà amb els barris orientals de la ciutat de Sant Sebastià, sent-ne en la pràctica una prolongació. Com més clar exemple d'això hi ha carrers com Azkuene o Eskalantegi, en les quals una vorera pertany a Sant Sebastià i l'altra a Pasaia.
El port pesquer i de mercaderies de Pasaia és el tercer més important d'Euskal Herria, per darrere dels de Bilbao i Baiona i té un trànsit anual de quatre milions de tones.
Fins al segle XX s'hi parlava també l'occità de variant gascona.

## Demografia
| 1900  | 1910  | 1920  | 1930  | 1940   | 1950   | 1960   | 1970   | 1980   | 1990   | 2000   | 2010   |
| ----- | ----- | ----- | ----- | ------ | ------ | ------ | ------ | ------ | ------ | ------ | ------ |
| 2.856 | 3.571 | 4.772 | 7.519 | 10.024 | 11.773 | 15.036 | 21.130 | 20.696 | 19.146 | 15.422 | 16.040 |

## Administració
| 2011 | Amaya Aguirregabiria Alberdi (Bildu)          |
| 2007 | Maider Ziganda Población (ANB)                |
| 2003 | Izaskun Gómez Cermeño (PSE-EE)                |
| 1999 | Juan Carlos Alduntzin Juanena (EH)            |
| 1995 | Bixen Itxaso González (PSE-EE)                |
| 1991 | Joseba Xabier Portugal Arteaga (HB)           |
| 1987 | Joseba Xabier Portugal Arteaga (HB)           |
| 1983 | Roberto López de Echezarreta Murguiondo (PNB) |
| 1979 | Eduardo Aseguinolaza (HB)                     |

## Persones cèlebres
- Mikel Astarloza (1979): Ciclista professional.
- Paco Rabanne (Francisco Rabaneda) (1934):Modisto internacional.
- Mikel Laboa (1934): Cantautor
- José Sebastián Laboa: Sacerdot i diplomàtic del Vaticà. Era nunci a Panamà quan el general Noriega cercà asil a la nunciatura.
- Isidro Lángara: futbolista natural de la dècada dels anys 30. Jugà al Real Oviedo.
- Blas de Lezo (1689-1741): el millor almirall de la marina espanyola en el segle xviii.